# Piero Mangani
Piero Mangani (Lastra a Signa, 7 ottobre 1935 – Firenze, 5 aprile 2013) è stato un matematico e logico italiano.
Si è occupato particolarmente di Teoria dei modelli. È noto per un insieme di assiomi che caratterizzano le MV-algebre. 

## Biografia
Laureato sotto la direzione di Guido Zappa, ha fatto parte in seguito, su suggerimento di Giovanni Sansone, di un gruppo di ricerca sulla logica matematica diretto da Ludovico Geymonat, insieme, fra gli altri, a Roberto Magari e Mario Servi. I lavori di Magari e Mangani di questo periodo, essendo scritti in italiano, hanno tardato a ricevere riconoscimenti internazionali. 
Mangani ha diretto il Corso Estivo "Teoria dei Modelli e Applicazioni" del CIME nel 1975, probabilmente il primo convegno internazionale dedicato alla logica matematica in Italia dopo la morte di Giuseppe Peano.
Mangani ha insegnato per l'intera carriera all'Università degli Studi di Firenze, dove è stato ordinario di Algebra.
È morto il 5 aprile 2013 all'età di 77 anni.